# 利物浦港务大厦
利物浦港务大厦（Port of Liverpool Building），旧名默西码头及港务局办公楼（Mersey Docks and Harbour Board Offices），现在俗称为'Dock Office'。这是英国利物浦的一座一级登录建筑， 它座落在码头顶（Pier Head）地区，连同毗邻的丘纳德大厦（Cunard Building）和皇家利物大厦（Royal Liver Building）这三座临水建筑，一起被称为利物浦的“三女神”。它也是联合国教科文组织指定的世界遗产海上商业城市利物浦的组成部分。
这座建筑的设计者是阿诺德·索恩利爵士和F.B.霍布斯。它修建于1904年到1907年，钢筋混凝土框架，外面包波特兰石。这座大厦充当MDHB总部87年之久，从1907年到1994年，此后该公司迁址西福斯码头（Seaforth Dock）。2001年，它被卖给了利物浦的地产开发商唐宁，2006年至2009年进行了高达1000万英镑的重建工程，恢复了昔日的辉煌。今天，这座大厦用于居住和办公，被认为是城市中最有声望的地区之一。
利物浦港务大厦的建筑属于爱德华巴洛克风格，特征是拥有一个巨大的圆顶，成为整座建筑的焦点。形状大致为带有外角的矩形，顶部为石头穹顶。像邻近的丘纳德大厦一样，其内外布满了装饰，特别是运用了许多与海运有关的昂贵的装饰。

## 历史
利物浦港务大厦的历史可以追溯到1898年，当时默西码头及港务局（MDHB）决定关闭并填埋位于今日码头顶的乔治船坞。1900年，这块土地出售给利物浦公司（Liverpool Corporation），默西码头及港务局选择保有其南部，以便为公司建立一个新的总部，此前公司散布于城市的不同地点，其中包括旧海关大楼。 
1900年，默西码头及港务局成立了一个委员会，计划新建一座公司大厦。在罗伯特·格拉德斯通的领导下，当地建筑师进行了一次建筑设计竞赛。当地的著名建筑师阿尔弗雷德·沃特豪斯协助评判竞赛结果，为3个最佳设计分别颁发300英镑，200英镑和100英镑的奖金。最后一共提交了7项作品，获胜者是建筑师阿诺德·索恩利爵士和F.B.霍布斯。由于兴建建筑物的土地边界有所变化，设计也进行了修改，最突出的是在最后一刻，加上了中央圆顶。

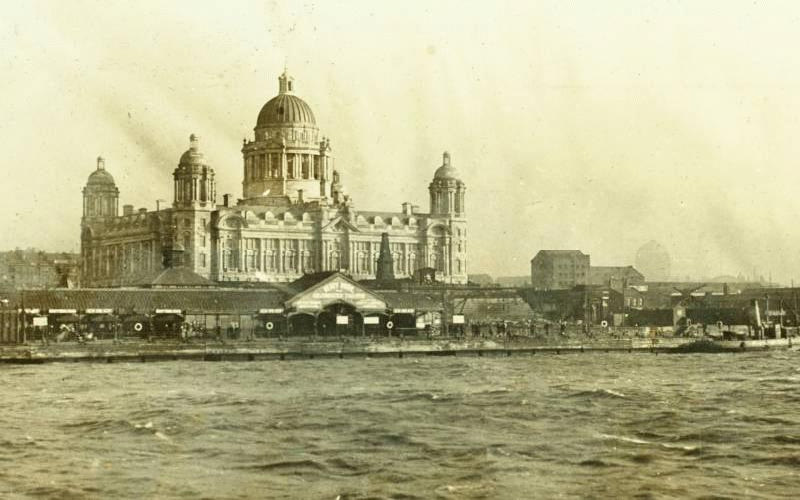
早期的利物浦港务大厦

1903年，默西码头及港务局确认了现在的设计方案，对众多的营造商进行建筑招标。30多家营造商参与竞标，最后曼彻斯特的布朗威廉父子公司赢得了合同，兴建新的大厦。工程开始于的港口在1904年，前9个月用于奠定建筑物的地基，挖至地面以下30至40英尺的深度。大楼的框架用钢筋混凝土建造，外面包裹波特兰石。这意味着该建筑比其他建筑形式更为耐火。它在1907年完成，花费约二十五万英镑，而且家具、配件及设备专业服务的费用尚未考虑在内，总费用为近35万英镑。1907年7月15日，默西码头及港务局总部正式迁入大厦，位于市内各地的各部门也在当年年内陆续迁入。

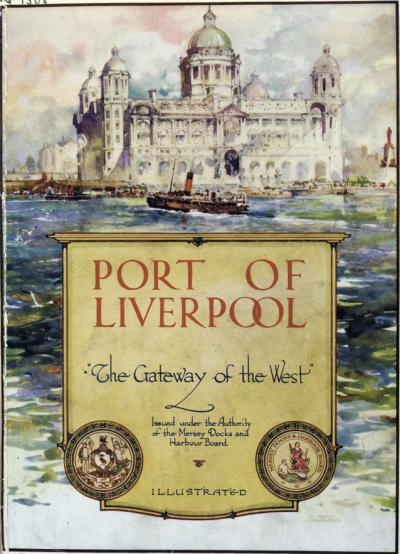
利物浦港务大厦用于管理该市的港口系统

在第二次世界大战期间，由于利物浦作为英国主要港口的重要性，成为德国空军进行空袭的主要目标，在1941年五月闪电战期间，一枚重磅炸弹在大厦东侧的地下室爆炸。爆炸造成的破坏相当严重，大厦的东翼被大火严重损毁。不过由于采用了钢筋混凝土结构，该大厦的结构仍保持完整，这意味着大部分的建筑经过修缮仍可使用。战争结束后，这座大厦得到全面恢复，但是具有讽刺意味的是，重建的费用远远超出了最初的建筑成本。
这座大厦充当默西码头及港务局的总部（1972年更名为默西码头及港务公司）达87年。1994年，公司总部迁址利物浦市北部锡福斯船坞（Seaforth Dock）附近的海洋中心，以便接近现在利物浦港口系统的中心。不过，该公司仍然是大厦的业主，直到2001年，它被利物浦的唐宁地产集团收购。2005年，利物浦市议会批准了修复该建筑的计划。该计划涉及内部和外部的修复工程，使这座二级登录建筑得到完全恢复。这些计划准备将这座大厦向公众开放，在穹顶内新设一个观景楼层，在河滨的正立面修建一个公众易接近的下沉式广场，开设餐厅，咖啡馆和商店。二战后已经被“拆除”的大厦第六层，这时也被恢复，改建为一系列豪华公寓。修复的第一阶段在2008年初完成，恢复了大厦河滨一侧波特兰石的铺装。耗资1000万英镑的修复工程最终在2009年年初全面完成，最后一个脚手架从大厦外面撤除，共修复了20,000平方英尺的办公大楼。

## 建筑设计

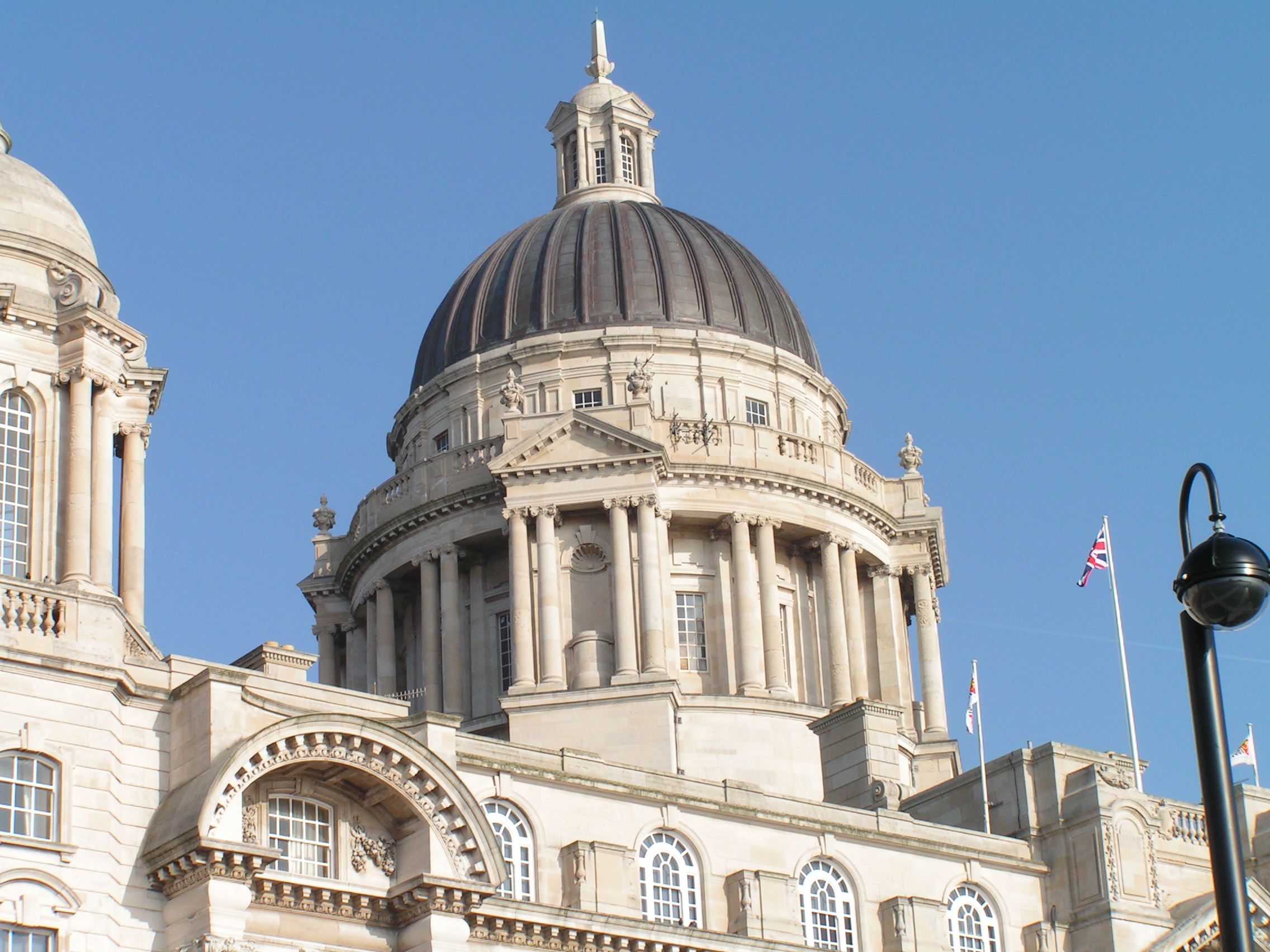
大厦的中央穹顶

利物浦港务大厦往往被视为码头顶“三女神”建筑中最为宏大的一座，自落成起即被视为代表了利物浦对于大英帝国的重要性。不过，今天的建筑实际上是原先选定的设计修改后的版本。最初，该计划为建筑物设计的主要入口设在西南角，但是，兴建建筑的土地边界发生了变化，于是大幅修改了建筑设计，使其具有今天对称的外观。更值得注意的是，最初的设计并没有今天上面突出的大穹顶。受到数年前利物浦座堂一份未被使用的设计的启发，建筑师增加了这个穹顶，使得这座建筑的外观更为富丽堂皇。但是，这个决定并不是没有争论，很多董事会成员认为，港务局不需要顾到“美化城市”。但是，最终设计中加入了这个穹顶，并且成为整座建筑的焦点。利物浦港务大厦的建筑风格为爱德华巴洛克式，建筑形式类似于文艺复兴建筑 。建筑物的主体高5层，飞檐高80英尺。主入口位于大厦临河立面的中央，两侧是两个3米高的女人石像，分别代表“商业”和“工业”，设计者是查尔斯·约翰·艾伦。大厦的每个角都是外角（Cant），还有一个高高的六角形角楼（turret），顶部是一个石头圆顶。由于这座大厦采用了中央穹顶的设计，它被拿来和世界各地的很多其他建筑相比，包括贝尔法斯特市政厅、美国国会大厦、圣伯多禄大殿和圣保罗座堂。

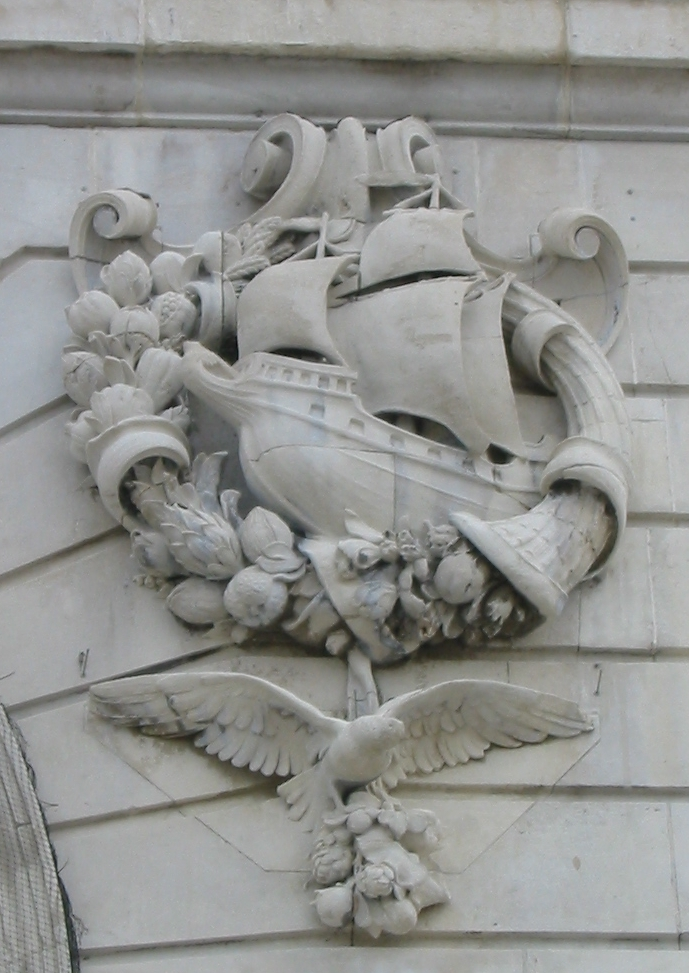
大厦的装饰均为海洋主题

利物浦港务大厦使用钢筋混凝土构建框架，不仅使这座建筑结构坚固，而且还具有耐火性能。由于这座大厦建造在昔日乔治船坞的遗址上，其地基需要比正常建筑物更深，总共使用了35,000吨水泥来铺设地基。由于大厦靠近默西河，在修建地下室时进行了大量工作，以确保它是防水的。地下室各处涂上了 沥青，包括地板和墙壁，以确保它保持干燥。

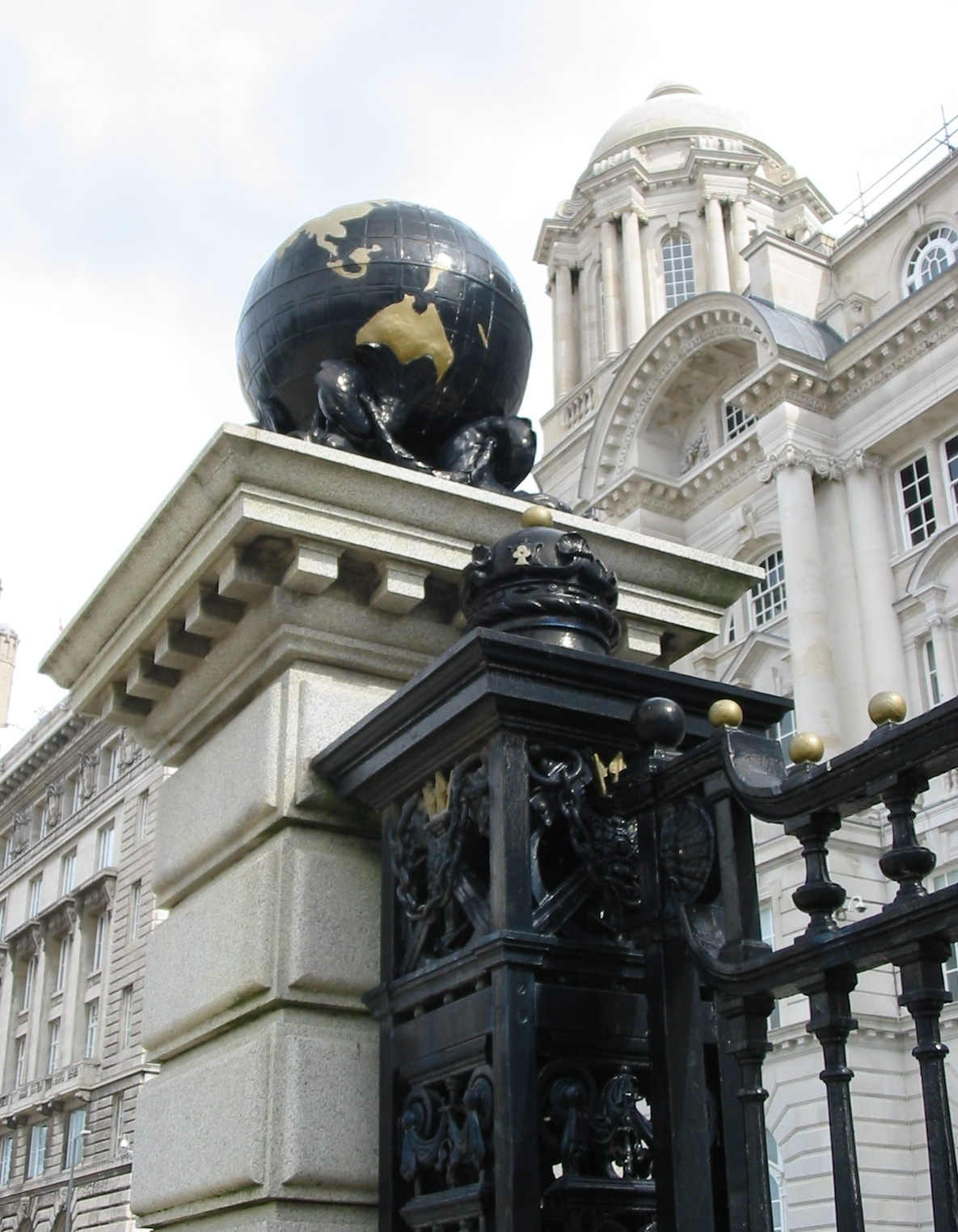
这座大厦到处都体现了利物浦和大英帝国的全球性质，如在主要入口的地球仪上，世界各大洲是由镀金表示

在大厦内部的结构，是围绕着中央穹顶下方的八角形大厅。大厅设有圆形拱门通向一楼，设有大型画廊，其地板装饰着描绘罗盘的马赛克。

## 图片

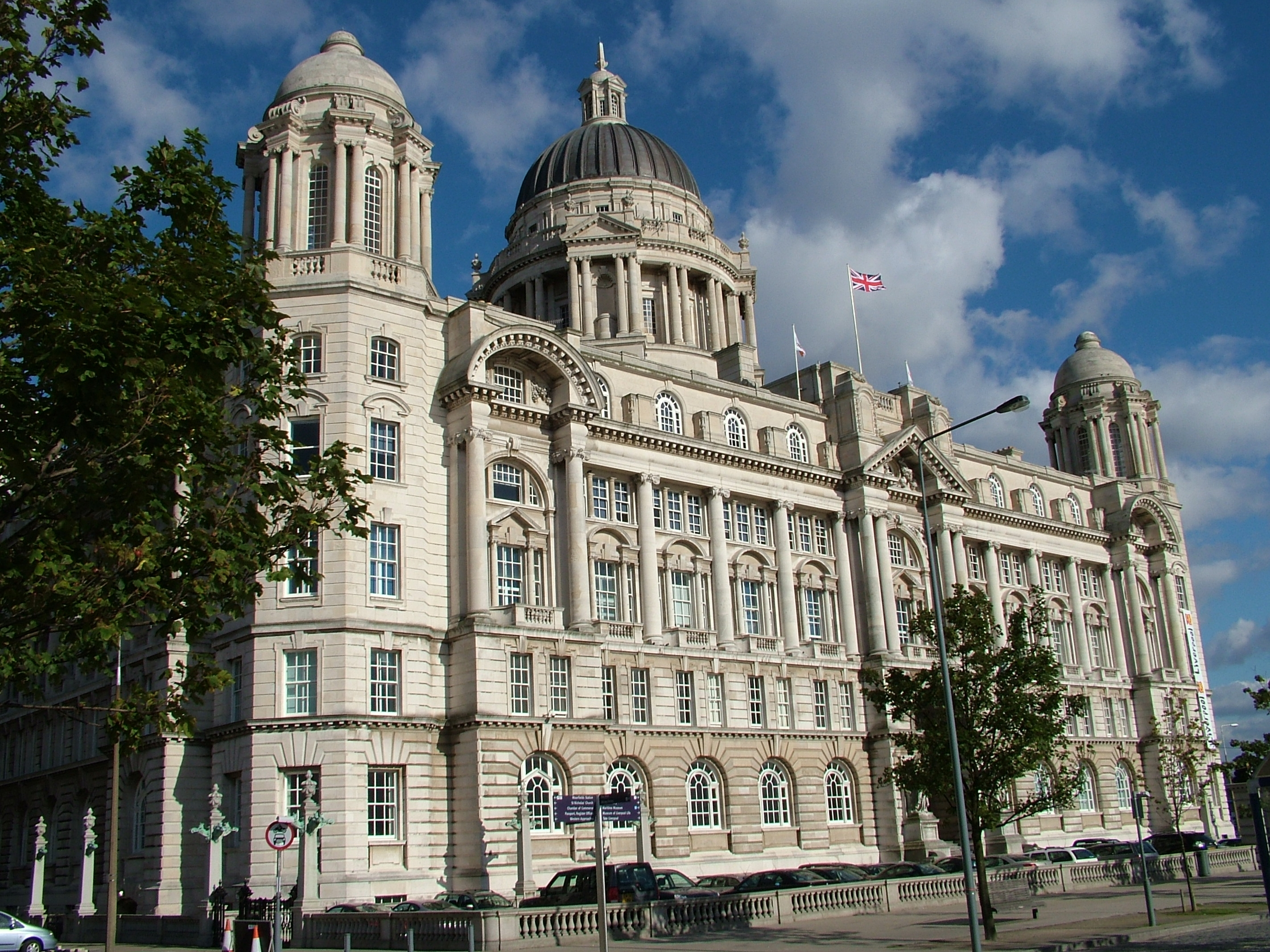
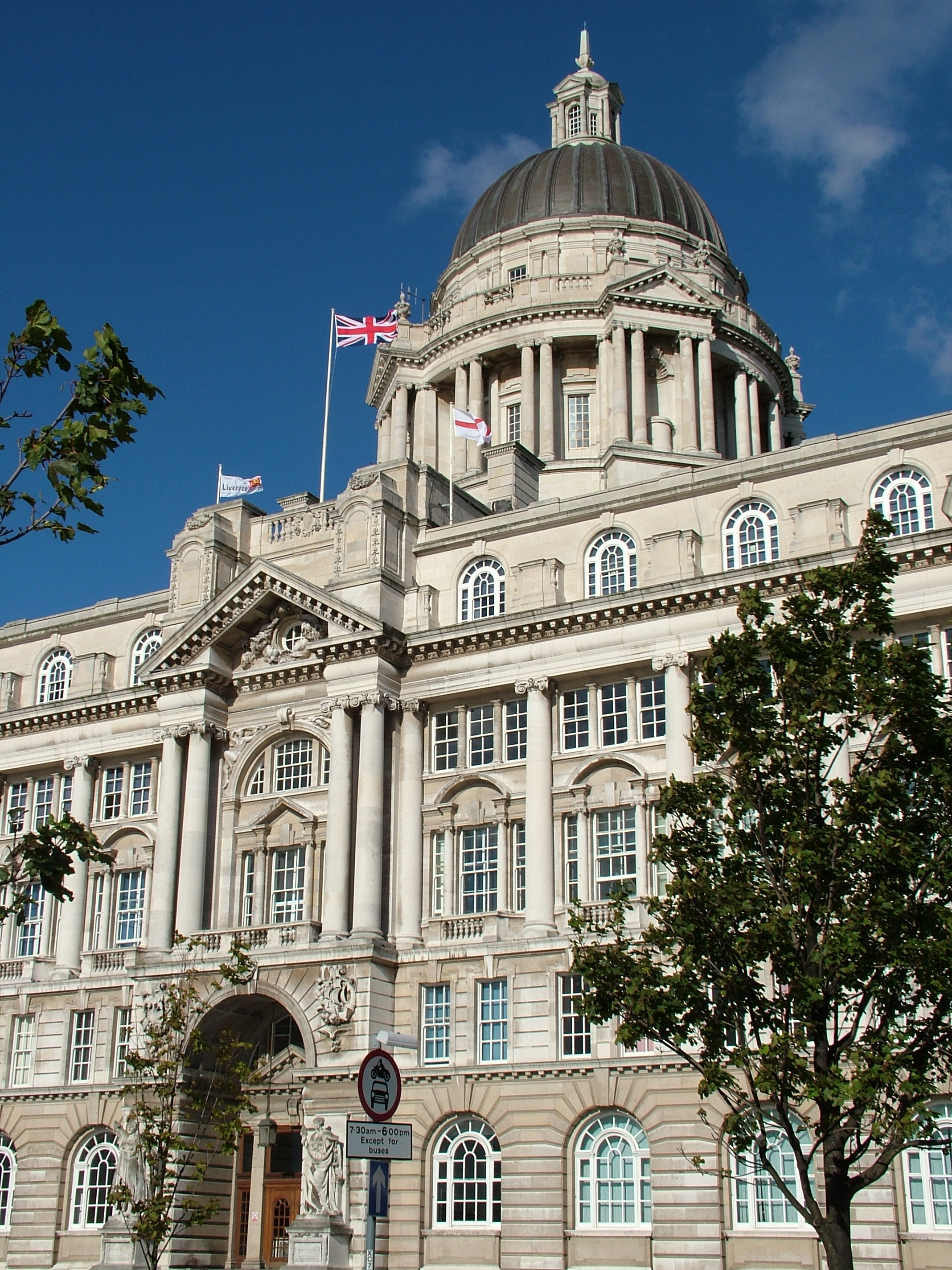
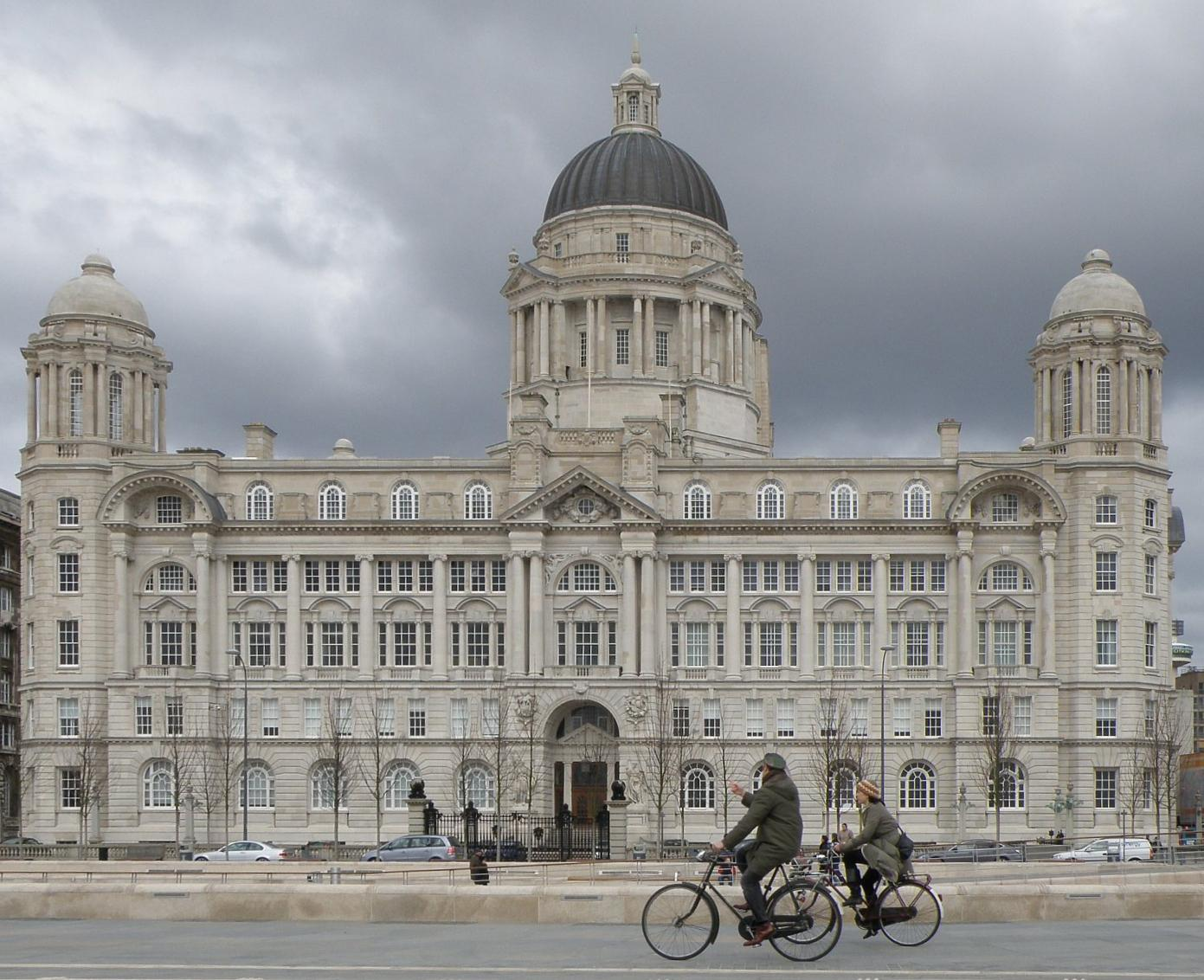